# Metroid Prime: Federation Force
Metroid Prime: Federation Force (メトロイドプライム フェデレーションフォース?) è un videogioco sparatutto in prima persona sviluppato da Next Level Games e pubblicato nel 2016 da Nintendo per Nintendo 3DS. Il titolo è uno spin-off della serie Metroid, incentrato sulla Federazione Galattica, l'organizzazione di Samus Aran, assente nel gioco.

## Sviluppo
Metroid Prime: Federation Force è stato annunciato nel corso dell'E3 2015. Originariamente il lancio del gioco era previsto insieme al New Nintendo 3DS. Le date di uscita del videogioco sono state annunciate nell'aprile 2016.

## Accoglienza
Durante la settimana di lancio in Giappone il titolo ha venduto meno di 4000 copie, non riuscendo ad entrare nella top 20 dei giochi più venduti. Nel weekend di lancio in Regno Unito Metroid Prime: Federation Force non compare nella lista dei 40 giochi più venduti, occupando solamente la quindicesima posizione nei titoli distribuiti per Nintendo 3DS: questo ha portato la stampa britannica a definirlo un flop.